# Максаков, Александр Иванович
Алекса́ндр Ива́нович Макса́ков (1936—1997) — депутат Государственной Думы второго созыва, был членом депутатской группы «Народовластие», председателем подкомитета по строительству Комитета по промышленности, строительству, транспорту и энергетике. Являлся членом бюро Саратовского областного комитета КПРФ.

## Биография
Родился 25 апреля 1936 года в селе Соломино Дмитровского района Орловской области. Был третьим ребёнком в большой семье.
В родном селе окончил начальные 4 класса, полностью же обучение закончил в другом селе. В 1954 году стал студентом Московского энергетического института, который окончил с отличием в 1960 году по специальности «строитель-гидротехник».
По окончании института в городе Балаково Саратовской области начал свою трудовую деятельность мастером Промрайона № 1 управления строительства «Саратовгэсстрой». Прошел все ступени профессионального роста, начиная от мастера и кончая должностью главного инженера «Химстроя» «Саратовгэсстрой». В 1970 году А. И. Максаков был назначен начальником управления строительства «Саратовгэсстрой». В 1993 году стал генеральным директором АООТ «Саратовгэсстрой».
Занимался общественной деятельностью: избирался депутатом Балаковского городского и Саратовского областного Советов народных депутатов, стал членом Государственной Думы РФ (полномочия прекращены 12 ноября 1997 года в связи со смертью — постановление № 1875-II ГД). Состоял в МОО «Академия проблем качества».
Умер 4 ноября 1997 года. Похоронен в городе Балаково на старом городском кладбище.

## Награды
- Герой Социалистического Труда (1991)
- два ордена Ленина (1974, 1991)
- два ордена Трудового Красного Знамени (1971, 1981)
- медаль «За доблестный труд» (1970)
- медаль «Ветеран труда» (1986)
- три медали ВДНХ СССР
- знак «Отличник энергетики и электрификации СССР» (1971)
- знак «Почетный энергетик» (1976)